# Бочкор Андрея Гейзівна
А́ндрея Ге́йзівна Бо́чкор (угор. Bocskor Andrea; нар. 11 серпня 1978, Берегове) — український політик угорської меншини в Україні, депутат Європарламенту від Угорщини за списком партії Фідес.

## Біографія
Народилася 11 серпня 1978 року в місті Берегове Закарпатської області. У 2002 році закінчила Закарпатський угорський інститут імені Ференца Ракоці II (кафедра філології, відділення англійської філології), пізніше навчалася в Будапештському університеті.
Викладає в Закарпатському угорському інституті імені Ференца Ракоці ІІ.
У 2014 р. обрана депутатом Європейського парламенту.
Володіє українською, угорською, англійською та російською мовами. Крім викладацької роботи, займається дослідженнями з питань співіснування українців і угорців в Україні.